# Pilophoropsis
Pilophoropsis is een geslacht van wantsen uit de familie van de Miridae (Blindwantsen). Het geslacht werd voor het eerst wetenschappelijk beschreven door Bertil Robert Poppius in 1914.

## Soorten
Het genus bevat de volgende soorten:

- Pilophoropsis bejeanae Henry, 2015
- Pilophoropsis brachyptera Poppius, 1914
- Pilophoropsis cunealis Henry, 2015
- Pilophoropsis nicholi (Knight, 1927)
- Pilophoropsis quercicola Henry, 2015
- Pilophoropsis texana (Knight, 1926)